# Augustin Pacha
Augustin Pacha (n. 26 noiembrie 1870, Măureni, comitatul Timiș – d. 4 noiembrie 1954, Timișoara) a fost primul episcop al nou-înființatei Dieceze de Timișoara, după refugiul episcopului Julius Glattfelder la Szeged.

## Studii și funcții în ierarhia eclezială
Augustin Pacha s-a născut în satul Morițfeld (azi Măureni, Caraș-Severin), într-o familie de șvabi bănățeni, fiind unul din cei 13 copii ai acesteia. Majoritatea fraților săi vor părăsi această lume la vârste încă fragede, pe lângă viitorul episcop supraviețuind doar două surori și un frate, Ștefan, devenit la rândul său preot și abate titular de Timișoara-Fabric.
Tânărul Augustin Pacha va urma școala primară din satul natal Moritzfeld, pentru ca mai apoi, să studieze în gimnaziile din Kecskemét, Timișoara și Szeged. În timpul studiilor și-a însușit temeinic limba maghiară. Studiile teologice le-a urmat la Seminarul din Timișoara, obținând titlul de doctor în teologie și fiind hirotonit preot la 12 august 1893.
Datorită priceperii și seriozității sale a devenit, pe rând, actuar al episcopului Sándor Dessewffy (1900), capelan la Mezökovácsháza, asesor al tribunalului diecezan, secretar episcopal, fiind numit deja la vârsta de 36 de ani canonic onorific și decorat cu ordinul pontifical "Pro Ecclesia et Pontifice". Din anul 1911 primește titlul de "Canonicus a latere", ocupând totodată funcția de cancelar episcopal.
În urma împărțirii Banatului și implicit a teritoriului aproape milenarei Dieceze de Cenad, în anul 1918, între Ungaria, Regatul României, și Regatul Sârbilor, Croaților și Slovenilor, s-a impus și o reorganizare, cel puțin temporară, a administrației bisericești. Partea vechii Dieceze de Cenad de pe teritoriul României este organizată la 17 februarie 1923 într-o Administratură Apostolică, cu sediul la Timișoara. Astfel, în urma retragerii ultimului episcop de Cenad, Julius Glattfelder, la Szeged, a fost numit la 12 martie 1923 ca administrator apostolic al părții revenite României din vechea Dieceză de Cenad, canonicul dr. Augustin Pacha.

## Episcop de Timișoara
La 3 aprilie 1927 Augustin Pacha a fost numit episcop titular de Lebedus și administrator apostolic al Episcopiei de Timișoara. La 15/27 mai 1927 situația politică neschimbându-se, canonicul Augustin Pacha a fost consacrat episcop titular de Lebedus în Domul din Timișoara de către arhiepiscopul Angelo Maria Dolci, nunțiul apostolic în România. În anul 1928 episcopul Augustin Pacha a primit titlul de Doctor Honoris Causa al Universității din Münster (Germania).
În urma Concordatului dintre Regatul României și Sfântul Scaun încheiat în 1927, la 900 de ani de la întemeierea vechii Dieceze de Cenad, la 5 iunie 1930, a fost înființată într-o parte din vechile teritorii ale acesteia, respectiv cele atribuite României, o nouă dieceză, Dieceza de Timișoara. La 16 octombrie 1930 episcopul Augustin Pacha a fost numit episcop diecezan de Timișoara, fiind primul episcop ce a purtat vreodată acest titlu. La 29 noiembrie 1930 a fost întronizat în Catedrala din Timișoara. În același an a fost decorat cu Ordinul Coroana României, din anul 1939 devenind senator de drept în Senatul României.
În perioada dintre cele două războaie mondiale, activitatea de pastorație cunoaște o revigorare, progrese deosebite înregistrându-se pe linia pastoraței tineretului, o dată cu venirea, în anul 1927, a trei benedictine sosite din Freiburg, sub conducerea călugăriței Hildegardis Wulff. Tot în această perioadă pelerinajele la cele două sanctuare mariane Maria Radna și Maria Ciclova au cunoscut o popularitate deosebită.
Episcopul Augustin Pacha și deputatul Franz Kräuter au fost primiți în data de 8 februarie 1934 de ministrul german de externe, Konstantin von Neurath, care a avut inițiativa de a organiza celor doi o audiență la Adolf Hitler. Aceasta a avut loc în data de 22 februarie 1934 la Berlin. Întrevederea, care a durat 20 de minute, a fost folosită de propaganda nazistă drept demonstrație a faptului că regimul nazist nu ar duce o politică ateistă. Deputatul Kräuter, cunoscut antinazist, avea să fie arestat după război împreună cu episcopul Pacha și închis în temnițele comuniste.
În anul 1948 în Dieceza de Timișoara erau 360.000 de credincioși în 164 de parohii și 236 preoți, din care 195 preoți diecezani și 43 preoți călugări. În acel an Dieceza de Timișoara a fost degradată la rangul unui decanat (protopopiat), activitatea ordinelor religioase călugărești și a asociațiilor catolice fiind interzisă. Seminarul teologic, precum și toate școlile confesionale catolice au fost expropriate.
Augustin Pacha a încercat de la bun început să găsească un modus vivendi acceptabil pentru toate naționalitățile care aparțineau Bisericii catolice în regiunea tradițional multietnică a Banatului. Ca fost elev și student al școlilor din vechea Ungarie, el știa mai bine limba maghiară decât limba sa maternă, germana. Astfel se explică și faptul că toate declarațiile date în timpul anchetei și al procesului ce a urmat au fost consemnate în limba maghiară, fiind traduse de un translator autorizat.
Activitatea deosebit de roditoare a episcopului Pacha este însă umbrită, la sfârșitul anilor 1930 și în anii 1940, de puternicul avânt al național-socialiștilor. Deși nu a fost simpatizantul acestei mișcări, a fost acuzat după august 1944 de colaborare cu naziștii. În anul 1942 politicianul pronazist Andreas Schmidt i-a garantat continuarea învățământului catolic și a dreptului de proprietate bisericească asupra Liceului Banatia, dacă instituția va fi subordonată Grupului Etnic German. Așa fiind, Banatia a fost redenumită în „Liceul Prinz Eugen”, iar vechiul director înlocuit cu Anton Valentin.
Atât în timpul anchetei, cât și la proces, Pacha a explicat limpede că scopul audienței la Hitler din 22 februarie 1934 a fost o încercare de a-l convinge pe acesta să intervină împotriva agitațiilor anticatolice ale naziștilor germani din România.
„Eu, în calitatea mea de episcop catolic al credincioșilor din Banat, a căror majoritate sunt de origine germană și din care o bună parte s-au încadrat în organizația fascistă Grupul Etnic German din România, nu am putut să rămân pasiv și să nu particip la manifestațiile lor, deoarece atunci credincioșii m-ar fi desconsiderat. Astfel, am participat la mai multe manifestații organizate de organizația fascistă Grupul Etnic German”. Dând dovadă de o oarecare ambivalență pastorală, Pacha a sperat că va găsi un modus vivendi cu grupurile naziste și va reuși să salveze cel puțin învățământul religios din școlile confesionale germane. 
În anul 1942 a cedat administrarea acestor școli Grupului Etnic German din România.

## Persecuția

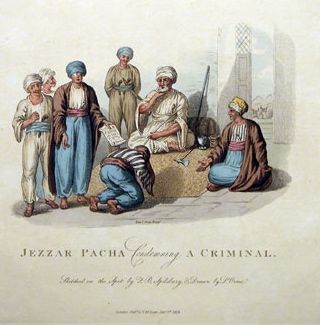
Episcopul Augustin Pacha

În anul 1948 prezidiul Marii Adunări Naționale a emis un comunicat prin care Dieceza de Timișoara era desființată și redusă la gradul de protopopiat. La 4 iunie 1950 episcopul Augustin Pacha a dat o circulară în limba maghiară către preoții romano-catolici, în care arăta preoților că statul român duce o luptă aprigă împotriva bisericii romano-catolice. În circulară episcopul i-a îndemnat pe preoți să nu adere la adunarea de la Târgu Mureș, în care mai mulți preoți romano-catolici din RPR au susținut înființarea unei biserici catolice separate de Roma.
Fiind de etnie șvabă, episcopul Pacha nu era prea popular printre catolicii maghiari din Banat. Speculând această stare de spirit, o audiență la Hitler, în februarie 1934, cât și concesiile reale făcute organizației fasciste „Grupul Etnic German”, din Banat, Securitatea l-a împovărat cu scenariul complicității cu regimul nazist, cu Vaticanul, cu SUA și țările occidentale, transformându-l pe episcop în „pionul principal al unor conexiuni oculte” și acuzându-l de trădare de patrie, uneltire împotriva securității interne și externe a Republicii Populare România - spionaj în favoarea unor puteri capitaliste -, instigare la trădare de patrie, deținere ilegală de aur și valută străină etc.
Punctul culminant al persecuției declanșate împotriva episcopului și Bisericii Catolice din Banat, o dată cu instaurarea regimului totalitar comunist, l-a reprezentat arestarea la 18 iulie 1950, în casa parohială din Carașova, a bătrânului episcop diecezan. A urmat arestarea în noaptea de 9 spre 10 martie 1951 a canonicilor, arhidiaconilor și decanilor.
În timpul anchetelor dure și al procesului, episcopul Pacha a recunoscut acuzațiile absurde care i s-au adus. „Recunosc, așa cum am arătat în declarațiile de la dosar, activitatea mea de spionaj în dauna statului român și în folosul Vaticanului. Activitatea mea de spionaj a început la 1923, când Vaticanul m-a numit episcop romano-catolic la Timișoara. Activitatea mea de spionaj se baza pe dreptul canonic. În calitatea mea de episcop catolic, trebuia să dau din când în când rapoarte către Vatican despre cele ce se petrec în Eparhia mea.”
Între 10 și 17 septembrie 1951 s-a desfășurat la București unul din cele mai sinistre procese politice staliniste din istoria României. Cei zece inculpați – episcopul Diecezei de Timișoara, Augustin Pacha (arestat pe data de 18 iulie 1950), episcopul clandestin Joseph Schubert din București (17 februarie 1951), preotul de la biserica italiană din București, Pietro Ernesto Clement Gatti (8 martie 1951), rectorul Seminarului Teologic din Timișoara și episcop clandestin, Adalbert Boroș (10 martie 1951), secretarul Diecezei de Timișoara, preotul Ioan Heber (10 martie 1951), șeful cancelariei episcopale din Timișora, prelatul Iosif Waltner (13 martie 1951), "funcționarul interpret al Legației Italiei din București“, Eraldo Pintori (27 aprilie 1951), fostul inspector școlar, ex-deputat în Marea Adunare Națională și vicepreședinte al unei organizații ilegale, Partidul Socialist-Creștin, Lazăr Ștefănescu (4 mai 1951), președintele aceluiași partid, fostul inspector școlar Gheorghe Săndulescu (13 mai 1951) și medicul bucureștean Petre Țopa (14 mai 1951) - implicați în așa-zisul „proces al spionilor Vaticanului” – fuseseră condamnați în septembrie 1951 de către un Tribunal Militar la pedepse deosebit de grele.
În procesele obișnuite înscenate și pregătite de Moscova, episcopul Pacha, atunci în vârstă de 80 de ani, a fost condamnat la 18 ani de carceră, 10 ani pierderea drepturilor cetățenești, precum și obligat la plata unor amenzi considerabile. Pe tot timpul desfășurării procesului nu s-a luat în considerare vârsta înaintată a episcopului de Timișoara. La acea dată episcopul Augustin Pacha avea vârsta de 81 de ani. Ar fi urmat să poată fi eliberat la vârsta de 100 de ani.

## Eliberarea și decesul
Cei trei ani de carceră pe care bătrânul episcop de Timișoara a fost nevoit să-i îndure, au fost petrecuți la Sighet, alături de toți ceilalți episcopi martiri ai Bisericii Catolice din România. În anul 1954, la data de 1 iunie, episcopul Dr. Augustin Pacha, grav bolnav de cancer și aproape orb, este grațiat, întorcându-se la Timișoara pe data de 12 iulie a aceluiași an. Dar se știa deja, că zilele lui sunt numărate. Nu s-a dorit însă, ca înaltul ierarh să moară în închisoare. Reîntors în orașul său, episcopul a mai vizitat de câteva ori Catedrala locuind la parohia din Timișoara-Iozefin împreună cu preoții de acolo și cu sora sa Ana.
Starea sănătății sale s-a înrăutățit încă înainte de ziua Tuturor Sfinților așa încât trebuia să fie transportat la spital, unde în ziua de 3 noiembrie la orele 11 a fost operat. Din narcoză nu și-a mai revenit, fiind transportat în această stare la casa parohială din Iozefin, unde în seara zilei de 4 noiembrie 1954, la orele 18.30 s-a stins din viață. Participarea din toate parohiile la acest eveniment a fost foarte mare. Credincioșii au luat parte în număr mare la funeraliile în ziua de 8 noiembrie 1954.